# Melinda bisetosa
Melinda bisetosa är en tvåvingeart som först beskrevs av Mario Bezzi 1927.  Melinda bisetosa ingår i släktet Melinda och familjen spyflugor. Inga underarter finns listade i Catalogue of Life.